# Rhaphuma paucis
Rhaphuma paucis är en skalbaggsart som beskrevs av Holzschuh 1992. Rhaphuma paucis ingår i släktet Rhaphuma och familjen långhorningar. Inga underarter finns listade i Catalogue of Life.